# Braga
|  | Aquest article tracta sobre la ciutat portuguesa. Si cerqueu la peça de roba interior, vegeu «Calces». |

Braga (del llatí Bracara Augusta) és una ciutat i un municipi portuguès, capital del districte de Braga, situat a la regió del Nord i a la subregió del Cávado. L'any 2004 tenia 170.858 habitants i uns 800.000 a l'àrea metropolitana. Forma part de la Grande Area Metropolitana do Minho.
Braga és travessada pels rius Este i Cávado. Limita al nord amb el municipi d'Amares, a l'est amb Póvoa de Lanhoso, al sud amb Guimarães i amb Vila Nova de Famalicão, i a l'oest per Barcelos i Vila Verde.

## Història
Si bé hi ha vestigis d'assentaments cèltics (tribu dels bràcars) en el lloc avui ocupat per Braga, quan la població arriba a tenir veritable importància és a partir del segle ii aC, amb l'ocupació romana. Al voltant de l'any 14 aC és fundada Bracara Augusta, que es convertiria en la capital de la província de la Gallaecia. La caiguda de l'Imperi Romà va donar lloc a la conquesta de la Gallaecia pels sueus, que mantindrien la capital del regne dels sueus a la ciutat fins a la derrota d'aquests pels visigots l'any 585. Romandria en domini visigot fins a la invasió musulmana d'Hispània, si bé fou reconquerida als pocs anys per Alfons I d'Astúries. Quan, després de la seva defunció, Alfons III d'Astúries dividí el seu regne entre els seus fills, Ordoni I de Galícia hereta el Regne de Galícia fixant a Braga la seva capital. No obstant això, la mort del seu germà Garcia I de Lleó li reporta la corona del Regne de Lleó, passant Galícia a dependre d'aquest regne i perdent Braga la condició de capital. Després de la independència del Regne de Portugal, obtinguda per Alfonso Enriques el 1139, Braga passa a formar part del nou regne, al qual pertanyeria fins a l'actualitat.

## Arxidiòcesi de Braga
Mereix esment especial a la història de la ciutat l'arxidiòcesi bracarense. Creada al segle iii, tenia jurisdicció sobre tots els bisbats de la Gallaecia, celebrant-s'hi diversos concilis (destaca entre ells el de 563, que va condemnar com a heretgia el priscilianisme). La invasió musulmana va suposar la seva desaparició, ressorgint l'any 1070. Els conflictes amb les autoritats eclesiàstiques de Santiago de Compostel·la no van impedir la construcció d'una catedral que, després de ser destruïda per un terratrèmol el 1135, es reedificaria fins a convertir-se en un imponent edifici i principal monument de la ciutat.

## Llocs d'interès
- Bom Jesus do Monte, santuari neoclàssic amb escales barroques i Elevador do Bom Jesus.
- Torre de Menagem
- Catedral
- Palau episcopal
- Sameiro, santuari
- Museu de la Imatge de Braga
- Universitat del Minho

### Evolució demogràfica
| Població del concelho de Braga (1801-2004) | Població del concelho de Braga (1801-2004) | Població del concelho de Braga (1801-2004) | Població del concelho de Braga (1801-2004) | Població del concelho de Braga (1801-2004) | Població del concelho de Braga (1801-2004) | Població del concelho de Braga (1801-2004) | Població del concelho de Braga (1801-2004) | Població del concelho de Braga (1801-2004) |
| ------------------------------------------ | ------------------------------------------ | ------------------------------------------ | ------------------------------------------ | ------------------------------------------ | ------------------------------------------ | ------------------------------------------ | ------------------------------------------ | ------------------------------------------ |
| 1801                                       | 1849                                       | 1900                                       | 1930                                       | 1960                                       | 1981                                       | 1991                                       | 2001                                       | 2004                                       |
| 30552                                      | 40004                                      | 58339                                      | 60761                                      | 92938                                      | 125472                                     | 141256                                     | 164192                                     | 170858                                     |

## Freguesies
| - Adaúfe (APU) - Arcos (APU) - Arentim - Aveleda (APU) - Cabreiros (APU) - Celeirós (APU) - Cividade (APU) - Crespos - Cunha - Dume (APU) - Escudeiros - Espinho (APU) - Esporões (APU) - Ferreiros (Braga) (APU) - Figueiredo (APU) - Fradelos | - Fraião (APU) - Frossos (Braga) (APU) - Gondizalves (APU) - Gualtar (APU) - Guisande - Lamaçães (APU) - Lamas (APU) - Lomar (APU) - Maximinos (APU) - Mire de Tibães (APU) - Morreira - Navarra - Nogueira (Braga) (APU) - Nogueiró (APU) - Padim da Graça (APU) - Palmeira (APU) | - Panóias (APU) - Parada de Tibães (APU) - Passos - Pedralva - Pousada - Priscos (APU) - Real (Braga) (APU) - Ruilhe (APU) - Santa Lucrécia de Algeriz - Santo Estêvão do Penso - São João do Souto (APU) - São José de São Lázaro (APU) - São Mamede de Este (APU) - São Paio de Merelim (APU) - São Pedro de Este (APU) - São Pedro de Merelim (APU) | - São Pedro de Oliveira - São Vicente (Braga) (APU) - São Vicente do Penso - São Vítor (APU) - Sé (Braga) (APU) - Semelhe (APU) - Sequeira (APU) - Sobreposta (APU) - Tadim - Tebosa - Tenões (APU) - Trandeiras (APU) - Vilaça (APU) - Vimieiro (APU) |

APU = Area Primariamente Urbana